# Colembert
Colembert è un comune francese di 763 abitanti situato nel dipartimento del Passo di Calais nella regione dell'Alta Francia.
Il territorio comunale di Colembert ospita le sorgenti del Wimereux.

## Società

### Evoluzione demografica
Abitanti censiti